# So Much Reasons
So Much Reasons is het debuutalbum van de reggaezanger en hiphop-artiest Ricardo Bleijden, die beter bekendstaat onder de naam Ziggi Recado en in 2006 uit kwam. De tracks In My Head, High Time, Call Me, So Much Reasons en Outta Control zijn uitgekomen van dit album en allemaal hits geworden op radiostation FunX. 
Ziggi heeft in 2006 ook het nummer Till Morning samen met Ali B uitgebracht, die genoteerd stond in de Top 40.

## Lijst van nummers
1. Intro {Party Starter}
2. In My Head feat. Shanaira Rey
3. All Obstacles feat. House of Riddims
4. There Again feat. Shy Rock
5. Love Jones feat. Lovey
6. War On Guns {Interlude}
7. High Time
8. Call Me
9. Inna Mi Bed feat. Elephant Man
10. Outta Control
11. The Breakdown {Interlude}
12. So Much Reasons
13. Notorious (Remix) feat. Turbulence
14. Gyals Dem {Interlude}
15. Girls
16. Strictly Hot Gyal
17. All My Girls feat. Mega D
18. Screw Face
19. Push Myself feat. IVA
20. Yin Yan feat. Dos Uno
21. Empress
22. Hear Me When I Pray